# De Nobelaer
De Nobelaer (eerder Nieuwe Nobelaer geheten) is een cultuurhuis in de Nederlandse plaats Etten-Leur (Noord-Brabant) met: bibliotheek, kunsteducatie/onderwijs, speelotheek, poppodium, evenementen en een middelgroot theater. 

## Naamgeving
De Nobelaer is vernoemd naar Justus de Nobelaer. Hij woonde tussen 1655 en 1685 in Huis De Nobelaer. Justus had een groot hart; zijn liefde voor kunst evenaarde zijn liefde voor mensen. Hij liet in 1681 het Sint Paulushofje bouwen in Etten-Leur, voor de huisvesting van dertien arme vrouwen. Sinds 1958 is Justus' familienaam verbonden aan kunst en cultuur in Etten-Leur. Vanaf 2022 bruist en verleidt De Nobelaer aan de rotonde in de Parklaan. Hier draagt het cultuurhuis bij aan het levensgeluk van de inwoners, met een mooie mix van podiumkunsten, bibliotheek en kunsteducatie.

## Geschiedenis
Op 27 december 1957 ging tijdens een feestelijke aangelegenheid de eerste spade de grond in voor een cultureel centrum in Etten en Leur. Het complex aan het Vincent van Goghplein is in 1958 gebouwd naar ontwerp van architect B.J. Koldewey en zijn zoon H.M. Koldewey. In het complex waren een bibliotheek/leeszaal en een theater/filmzaal gerealiseerd. Ook was er ruimte voor tentoonstellingen. Op 15 november 1958 werd De Nobelaer geopend door de staatssecretaris van Onderwijs, Kunst en Wetenschappen dhr. R.G.A. Höppener.
In 1970 vond de eerste verbouwing van het complex plaats. De ingang kwam toen aan de Anna van Berchemlaan te liggen. Op 27 november 1987 werd de Kunstuitleen geopend, deze is in 2014 gesloten. In 1992 werd er een glazen erker aangebouwd op de begane grond zodat er meer ruimte werd gecreëerd voor de bibliotheek. In datzelfde jaar werd er besloten om te stoppen met de bioscoop. Verder werd het theaterdiner ingevoerd, wat uitgroeide tot een groot succes. In 1998 werden de theaterzaal en de foyer gerenoveerd.

In 2010 werden zeven tot dan toe autonome Etten-Leurse culturele instellingen gefuseerd. Dit waren: Theater Congrescentrum De Nobelaer, Bibliotheek Etten-Leur, Centrum voor de Kunsten Sint Frans, Speelotheek Sam-Sam, POPEL, Centrum voor Beeldende Kunst Doornbos, Kunstuitleen en VVV. Vanaf de fusie gingen deze instellingen verder onder de naam Nieuwe Nobelaer. Twee jaar later verhuisde Centrum voor Beeldende Kunst Doornbos vanuit de Spoorlaan naar de Anna van Berchemlaan.

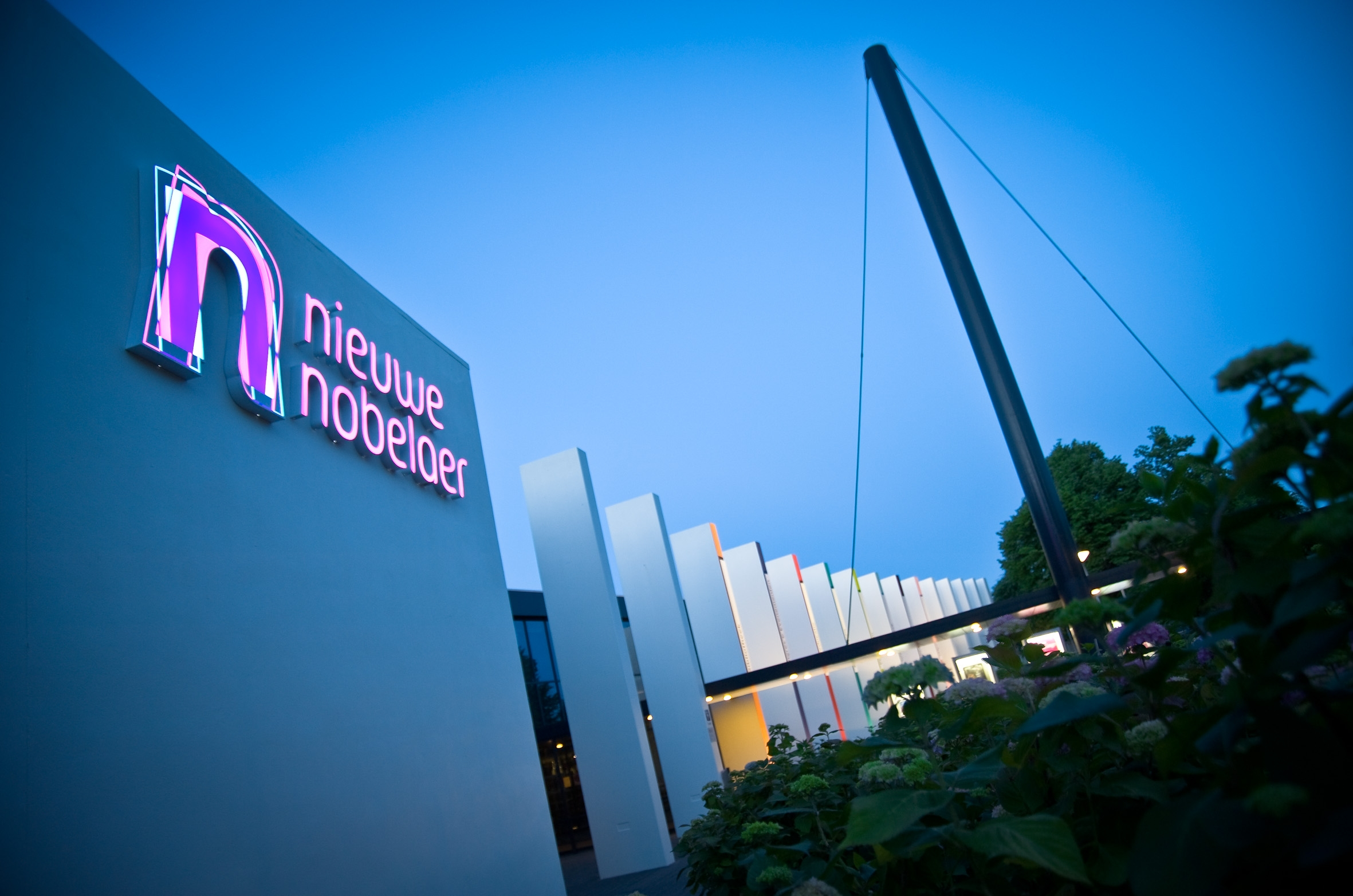
Voorgevel Nieuwe Nobelaer Anna van Berchemlaan

In 2014 kwam het officiële besluit van de gemeente Etten-Leur om een nieuw pand te gaan bouwen omdat het oorspronkelijke complex uit 1958 niet meer te onderhouden was. Op 19 juni 2020 werd er gestart met de bouw van het nieuwe pand aan de Parklaan. Oud-wethouder Jan van Hal legde op 13 april 2021 de eerste steen. Met de verhuizing in het vooruitzicht werd besloten om de naam te veranderen van Nieuwe Nobelaer naar De Nobelaer. Op 24 december 2021 was de sleuteloverdracht. De bibliotheek werd op 15 maart 2022 symbolisch verhuisd door 1.000 basisschoolleerlingen door middel van een boekensliert. Het publiek kon het nieuwe pand voor het eerst van binnen gaan bekijken in het weekend van 1 t/m 3 april 2022 tijdens de Spijkerbroekenopening. De officiële opening volgde later op 10 september 2022.

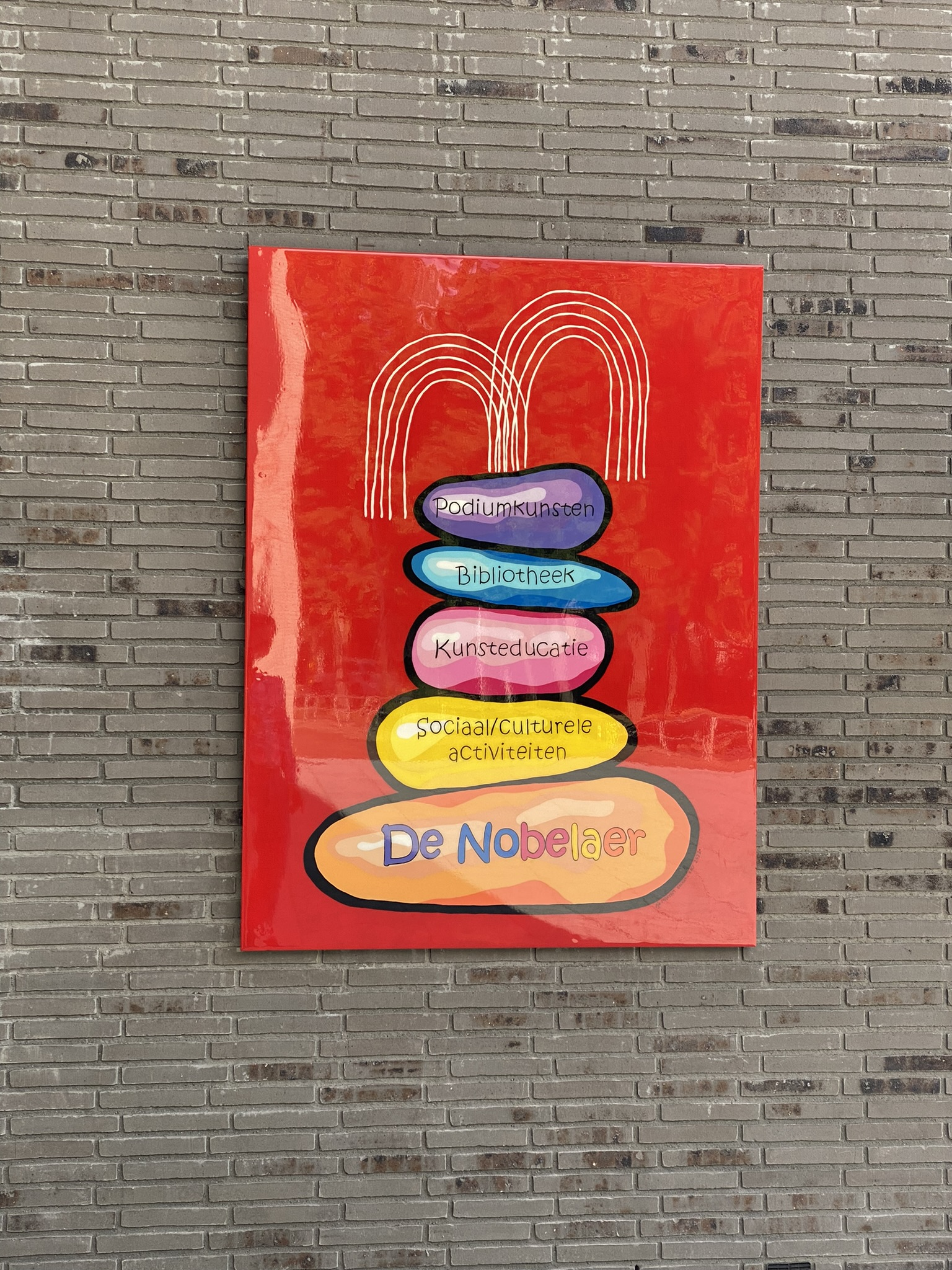
'De Nobelaer' plaquette, 2022, staat buiten op het voorplein, Etten-Leur, gemaakt door Maryam Bashari Rad